# Susan DeMattei
Susan DeMattei   (San Francisco, 15 d'octubre de 1962) va ser una ciclista estatunidenca especialitzada en el ciclisme de muntanya. Es va convertir en la primera dona nord-americana a guanyar una medalla olímpica en bicicleta de muntanya quan va guanyar la medalla de bronze al Cross-country olímpic inaugural. Competició de Bicicleta de muntanya als Jocs Olímpics de 1996 a Atlanta, Geòrgia. DeMattei va ser inclòs al Saló de la fama de la bicicleta de muntanya el 1997 i, al Saló de la fama del ciclisme dels Estats Units el 2012.
Del seu palmarès destaca la medalla de bronze als Jocs Olímpics de 1996 en Camp a través.

## Palmarès
- 1996
  -  Medalla de bronze als Jocs Olímpics del 1996 en Camp a través.